# OFFICIAL NUMBER
『OFFICIAL NUMBER』（オフィシャル ナンバー）は、Eveの通算3枚目のアルバム。2016年10月19日発売。発売元はharapeco records。

## 背景とリリース
前作『Round Robin』より約1年ぶりとなるEve初の全国流通作品。
自身の作詞作曲曲に加え、ラムネやナユタン星人などボカロPからの提供曲も収録。
初回盤と通常盤の全2形態で発売。初回盤は特別ブックレット付き三方背ケース仕様となる。
| 対象店舗                           | 特典内容                                              |
| ---------------------------------- | ----------------------------------------------------- |
| TSUTAYA                            | J-POPカバーCD（ないものねだり）                       |
| アニメイト                         | 歌ってみたCD（アイのシナリオ、神のまにまに）          |
| ヴィレッジヴァンガード             | ぼっちラジオCD/ヴィレバン限定盤(アクリルキーホルダー) |
| タワーレコード・HMV・WonderGOO・他 | クリアファイル                                        |

## チャート成績
2016年10月31日付のオリコン週間アルバムランキングで最高35位を記録。
また、同日付のBillboard Japanの総合アルバムチャートでは、1,374枚を売り上げ、初登場44位を記録

## ミュージック・ビデオ
惑星ループ YouTube版
アニメーション：ナユタン星人
2016年10月19日に公開された。背景は水色である。
惑星ループ niconico版
アニメーション：ナユタン星人
2016年10月27日に公開された。背景は赤色である。
デーモンダンストーキョー
アニメーション：Mah 
2016年10月18日にniconicoで、同年10月19日にYouTubeで公開された。
sister
アニメーション：アボガド6 
初音ミクがボーカルのバージョンが2016年12月2日にniconicoで、Eveがボーカルで再録したバージョンが2018年2月1日にYouTubeで公開された。

## 収録内容
| #         | タイトル                             | 作詞・作曲             | 編曲                   | 時間  |
| --------- | ------------------------------------ | ---------------------- | ---------------------- | ----- |
| 1.        | 「どうしようもないくらいに君が好き」 | ラムネ(サイダーガール) | ラムネ(サイダーガール) | 3:16  |
| 2.        | 「キャラバン」                       | Eve                    | 江口亮、沼能友樹       | 4:38  |
| 3.        | 「惑星ループ」                       | ナユタン星人           | ナユタン星人           | 3:27  |
| 4.        | 「デーモンダンストーキョー」         | MI8k                   | MI8k                   | 4:00  |
| 5.        | 「浮遊感」                           | はるふり               | はるふり               | 3:26  |
| 6.        | 「ショートアンブレラ」               | Eve                    | 江口亮、沼能友樹       | 3:08  |
| 7.        | 「ラビットグレイ」                   | Eve                    | 山上智矢               | 3:41  |
| 8.        | 「パーフェクト生命」                 | ナユタン星人           | ナユタン星人           | 3:04  |
| 9.        | 「メルファクトリー」(リアレンジver)  | Eve                    | ゆりん(サイダーガール) | 3:56  |
| 10.       | 「sister」(リアレンジver)            | Eve                    | ラムネ(サイダーガール) | 4:07  |
| 合計時間: | 合計時間:                            | 合計時間:              | 合計時間:              | 36:48 |

## ライブ
本作品のリリースを記念したワンマンライブが開催された。
| 日程                       | 開場/開演                  | 都道府県                   | 会場                       |
| キャラバン イン トーキョー | キャラバン イン トーキョー | キャラバン イン トーキョー | キャラバン イン トーキョー |
| -------------------------- | -------------------------- | -------------------------- | -------------------------- |
| 2016年12月23日(金・祝)     | 17:15/18:00                | 東京都                     | 竹芝ニューピアホール       |
| キャラバン イン オーサカ   |                            |                            |                            |
| 2017年1月7日(土)           | 17:15/18:00                | 大阪府                     | 大阪MUSE                   |

## クレジット
沼能友樹 - ギター・ベース(M2,6)